# ATOMIC CHIHUAHUA
『ATOMIC CHIHUAHUA』（アトミック・チワワ）は、日本のボーカリストである稲葉浩志と、アメリカ合衆国のギタリストであるスティーヴィー・サラスが「INABA／SALAS」名義で発表した3作目のオリジナル・アルバム。2025年2月26日にVERMILLION RECORDSより発売された。

## 概要
前作『Maximum Huavo』から約5年ぶりとなるオリジナル・アルバム。
初回限定盤に付属する特典DVDおよびBlu-ray Discには、稲葉とサラスがツアーに向けてセッションを行った『“Nishi Meets Higashi Jam”』を収録。
封入応募特典として、「INABA／SALAS 直筆サイン入り アコースティックギター」、「INABA／SALAS TOUR 2025 -Never Goodbye Only Hello- リハーサル見学へご招待」、「ATOMIC CHIHUAHUA メモリアルプレート」のいずれかに応募できる抽選券が付属している。

## 制作
本作は、INABA／SALASとしてのツアー『INABA／SALAS TOUR 2025 -Never Goodbye Only Hello-』の開催が決まり、そこに合わせて新曲を1曲作ることがきっかけだった。制作は2024年11月から始まり、元々アルバムを制作するつもりはなかったが、新曲の制作にあたりサラスから連日ギターリフやアイディアなどが稲葉のもとに送られ、そこから膨らんでいった結果、短期間でアルバムとして完成した。曲はアルバムになるくらいにできていったが、元々1曲だけのレコーディングのスケジュールだったため、レコーディングの時間はあまりなかったと稲葉が語っている。
本作にはティム・パーマーがミックスで参加している。パーマーはこれまでティアーズ・フォー・フィアーズやシスターズ・オブ・マーシーなどのミックスも手掛けており、この当時のノリやサウンドであり、忘れかけていた1980年代後半のヒップホップのサウンドを思い出したとサラスは語っている。新しい試みとして、1986年から1988年あたりのブリティッシュサウンドを求め、ギターに関しても稲葉が好きなザ・クラッシュっぽい壮大な感じではなく、ダーティーな感じのサウンドを意識した。
本作のギターのレコーディング時、松本孝弘がサラスにプレゼントした"Gibson Custom Shop Tak Matsumoto DC Custom Ebony"がメインで使われた。他にはサラスのシグネチャーモデル"Framus Custom Shop series Idolmaker"や稲葉が所有しているビンテージのストラトキャスターも使われた。

## リリース形態
通常盤
CDのみの形態。
初回生産数量限定盤
CD+ミニトートバッグの形態。
初回限定盤
「CD+DVD」及び「CD+Blu-ray」の形態。前述の『“Nishi Meets Higashi Jam”』を収録。

## 収録曲
| #         | タイトル             | 作詞・作曲                           | 時間  |
| --------- | -------------------- | ------------------------------------ | ----- |
| 1.        | 「YOUNG STAR」       | INABA／SALAS、デビッド・フレンドリー | 3:24  |
| 2.        | 「EVERYWHERE」       | INABA／SALAS                         | 3:37  |
| 3.        | 「Burning Love」     | INABA／SALAS                         | 3:28  |
| 4.        | 「DRIFT」            | INABA／SALAS                         | 3:53  |
| 5.        | 「LIGHTNING」        | INABA／SALAS                         | 3:43  |
| 6.        | 「ONLY HELLO part1」 | INABA／SALAS                         | 3:24  |
| 7.        | 「ONLY HELLO part2」 | INABA／SALAS                         | 3:18  |
| 合計時間: | 合計時間:            | 合計時間:                            | 24:47 |

| #  | タイトル                      | 作詞 | 作曲・編曲 |
| -- | ----------------------------- | ---- | ---------- |
| 1. | 「“Nishi Meets Higashi Jam”」 |      |            |

## 楽曲解説
1. YOUNG STAR
  - 曲名である「YOUNG STAR」は、稲葉の地元に実際にあったレコードショップの名前である[12]。
  - イントロのギターリフは1985年にサラスが録音したものをサンプリングして使用している[16]。
2. EVERYWHERE
  - 稲葉によれば仮歌の段階から結構スムーズで、自分が持っていた歌詞のアイデアもはまりそうだったという[14]。
  - 2025年2月19日に先行配信が開始された[17]。
  - 2025年2月26日に公開されたBillboard Japan Download Songsでは初登場43位[18]、3月3日付のオリコン週間デジタルシングル（単曲）ランキングでは初登場22位を獲得した[19]。
  - 2025年2月21日放送のテレビ朝日系『ミュージックステーション』の2時間スペシャルで披露された[20]。また、2025年3月3日放送のTBS系『CDTV ライブ! ライブ!』でも3曲目の「Burning Love」と共に披露された[21]。
3. Burning Love
  - 制作開始段階でデモが完成していた[12]。歌のメロディーもデモの段階では違っており、そこから構成やメロディーをアレンジし、このシンセベースとドラムのグルーヴにはかなりの時間を要したという[22]。
  - 歌詞は女性目線で書かれた[14]。
  - 2025年3月3日放送のTBS系『CDTV ライブ! ライブ!』で2曲目の「EVERYWHERE」と共に披露された[21]。
4. DRIFT
  - 最初のデモの段階でR&B色がすごく強かったといい、こういうタイプの曲を歌うのはあまり得意じゃないと思ったが歌ってみると割とスムーズに歌え、INABA／SALASの新しい側面を見せられるかもしれないと思ったと稲葉が語っている[12]。
  - クレジットはされていないが、シンセベースはサラスがカナダのトロントに滞在していた際にたまたまバーにいて出会った少年が担当している[23]。
5. LIGHTNING
  - 3曲目の「Burining Love」同様、制作開始段階でデモが完成しており、本作のレコーディングで最初に取り掛かった[12]。
  - ドラムのレコーディングには8時間を要したという[22]。
6. ONLY HELLO part1
  - 活動再開にあたり、1番最初に制作を開始した曲[24]。本作の制作のコンセプトにもなり、稲葉がサラスと仕事をしいろんな人と出会う中で亡くなったり会えなくなってしまったことも増えたことが影響している[23]。
  - アコースティック・ギターがメインのシンプルな作りになっており、稲葉が歌っている歌詞の邪魔になる音は入れたくなかったとサラスは語っている[16]。
7. ONLY HELLO part2
  - もともとは前曲part1のアウトロとして考えていた部分が壮大になり、最終的に2つの曲に分けられた。「ヒットシングルを作っている訳ではないから、2曲に分けるのも面白いんじゃないかと思った。」とサラスが語っている[23]。
  - 当初日本語の歌詞はなく英語を延々リフレインするという形で、レコーディングもその形で完成しかけたが、サラスから稲葉に内容の要望はないが日本語の歌詞を書いてほしいと連絡が入り、リクエストを受け後から付け足した[23]。

## タイアップ
- TBS系列『ひるおび』3月エンディングテーマ（#2）[25]

## 参加ミュージシャン
- 稲葉浩志：ボーカル、全曲作詞・作曲・編曲、コーラス
- スティーヴィー・サラス：ギター、全曲作詞・作曲・編曲、コーラス(#1.3.5.6.7)、ファズベース(#3)、プログラミング(#4)
- デビッド・フレンドリー：作詞・作曲・編曲(#1)
- フランクリン・ヴァンダービルト：ドラム・パーカッション(#1.7)
- ジミー・パクソン：ドラム(#2.4)、パーカッション(#2.5)
- ブライアン・ティッシー：ドラム(#2.3.5)、パーカッション(#2)
- アルマンド・サバルレッコ：ベース(#1.7)
- マット・ノヴェスキー：ベース(#3.5)
- サム・ポマンティ：キーボード(#1.2.3.5)、コーラス(#1.3.5.7)、プリプロダクションプログラミング
- ルー・ポマンティ：キーボード(#1.4.7)、ストリングス(#6)
- ティム・パーマー：アディショナルギター(#1.2.3)、パーカッション(#2)、キーボード(#2)
- ケイト・エンジェル：コーラス(#7)